# Circuito di Mont-Tremblant
Il circuito di Mont Tremblant (circuit Mont-Tremblant) è un circuito automobilistico permanente canadese sito ai piedi dell'omonima montagna, nei pressi della cittadina di Sainte-Jovite (tanto che è chiamato anche circuito di Sainte-Jovite), posta a circa 145 km a Nord di Montréal, nello Stato del Québec. Il circuito è posto in una zona montuosa, fitta di boschi e rinomato centro per gli sport invernali. Ha ospitato due edizioni del Gran Premio del Canada di Formula 1 (nel 1968 e nel 1970). 

## Storia
L'idea di realizzare un autodromo presso la stazione sciistica di Mont-Tremblant fu sostenuta da un albergatore locale appassionato di corse, Leo Samson, che nel corso degli anni acquisì i terreni dove realizzare l'impianto, che avrebbe attirato i turisti e generato posti di lavoro nell'altrimenti spenta stagione estiva
Il circuito venne inaugurato il 3 agosto 1964, anche se non nella versione attuale; venne aperta infatti solo la parte più prossima alla struttura dei box (detta north loop) e la gara fu vinta dal canadese Ludwig Heimrath su Cooper-Ford. L'anno successivo venne allungato fino a raggiungere i 4.265 metri, versione che accolse nel biennio 1967-1968 le monoposto della massima serie dell'USAC e poi anche la Formula 1, che vi gareggiò nel 1968 e nel 1970, in alternanza con il circuito di Mosport Park; ma la collocazione in una regione remota e i pericoli insiti nel gareggiare con tali vetture su questo tracciato stretto e sconnesso fecero sì che la massima categoria lo abbandonasse sia per problemi economici sia per problemi tecnici dovuti alla scarsa sicurezza del tracciato e la stessa decisione fu presa dal campionato CanAm, le cui potentissime vetture sport avevano debuttato nel 1966 proprio a Mont-Tremblant e vi gareggiarono solo fino al 1971, per poi farvi ritorno nel 1977-1978 (quando Brian Redman ebbe un incidente al dosso The Hump che lo tenne mesi lontano dai circuiti), ma con vetture meno esasperate e quindi andar via definitivamente: da allora vi si disputarono solo competizioni locali. 

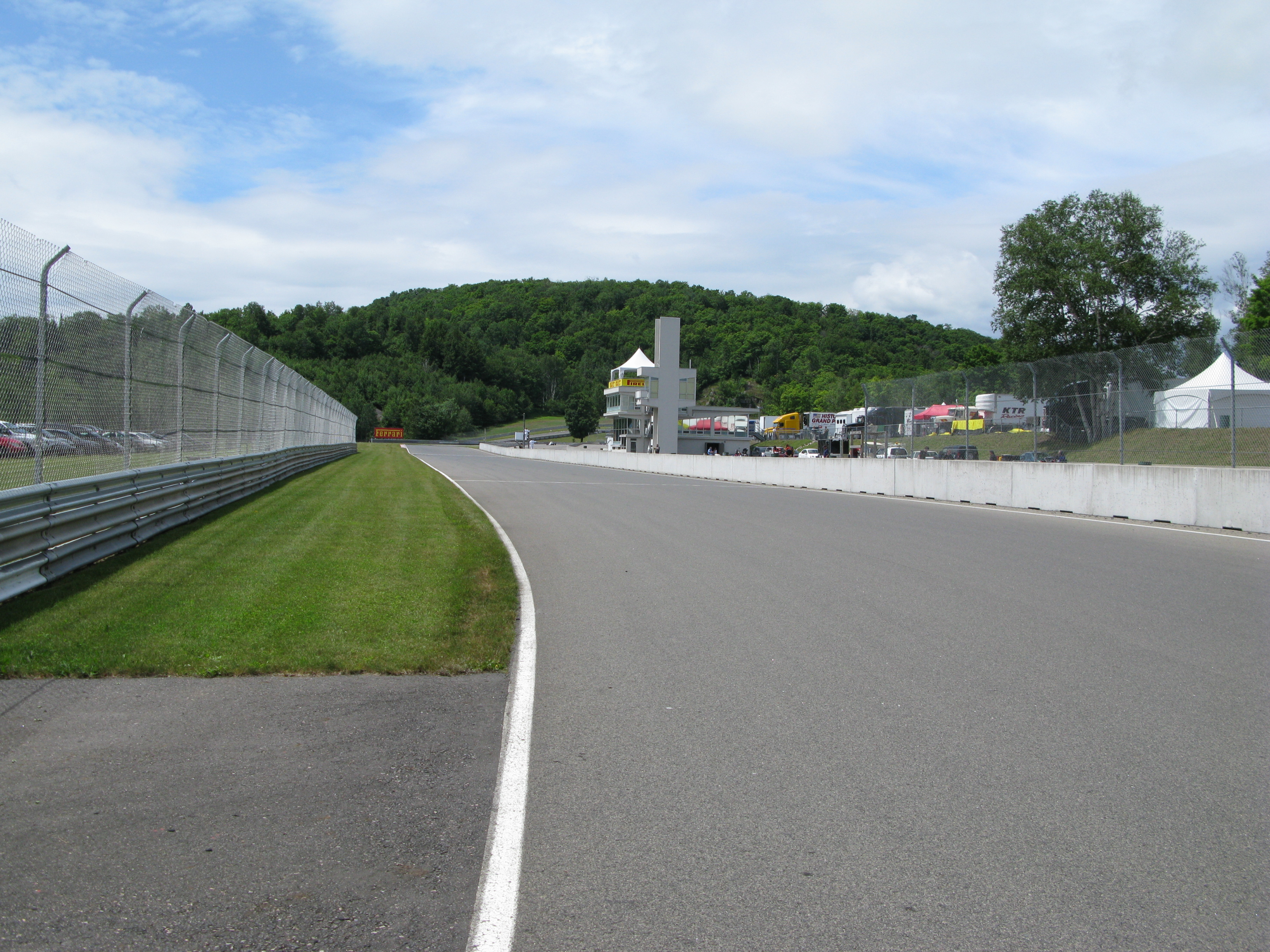
Il rettilineo di partenza e la torre di controllo, visti dalla prima curva, guardando indietro.

La proprietà cambiò nel 2000 e il circuito finì nelle mani di Lawrence Stroll, un imprenditore attivo nel mondo della moda, che investì nell'adeguamento dell'impianto ai moderni standard di sicurezza della Federazione Internazionale dell'Automobile affidando i lavori all'architetto Alan Wilson: per due stagioni (2000 e 2001) l'impianto non ospitò gare a causa dei lavori in corso. Dopo la riapertura del 2002 il tracciato rinnovato ha ospitato fino al 2005 la "6 Ore" valida per il campionato Grand-Am e nel giugno 2007 anche una gara per le monoposto del campionato ChampCar, ma è per lo più diventato un punto di riferimento per i raduni e le competizioni per vetture storiche.

## Descrizione
Dopo la partenza vi è una veloce curva a destra (la Conner) seguita da una ancora più chiusa, e sempre a destra, chiamata Le Diable (dal nome del fiume che scorre proprio lì vicino). Da qui si innesta in un rapido destra-sinistra formato dalle curve 4 e 5 (The Esses) seguito da due curve veloci e un breve rettilineo che termina con un curvone a 180° (la curva 8) che immette nel rettilineo principale, caratterizzato a metà della sua lunghezza da una leggera piega a sinistra (la curva 9) posta in cima a un marcato dosso chiamato The Hump: qui le vetture si alleggerivano rischiando di decollare finendo fuori strada e impattando negli alberi posti sulla destra. Al termine del rettilineo c'è una parte lenta, costituita dalle curve 10, The Gulc, Bridge e Kink, che immette nello stretto tornantino Namerow posto in cima a una salita e che ridiscende portando nella zona dei box, dove la Paddock Bend immette i concorrenti sul rettilineo del traguardo; l'intero circuito è caratterizzato da un profilo altimetrico variegato. I lavori di ammodernamento del biennio 2001-02 mantennero le caratteristiche generali del tracciato e si focalizzarono nella realizzazione di ampie vie di fuga lungo tutto il tracciato, di nuove barriere, nell'allargamento a 11 metri della sede stradale lungo tutto il circuito e nel forte allungamento delle corsie di ingresso e uscita dai box, ma il dosso The Hump fu addolcito considerevolmente e fu aggiunta una chicane al termine della lunghissima prima curva (all'altezza del ricongiungimento della corsia di uscita dai box) da utilizzare per le vetture più prestazionali, mentre la Namerow e la Paddock Bend furono ritoccate, rallentandole. Una nuova bretella parallela a quella risalente al tracciato originale di 1,5 miglia fu realizzata per creare un nuovo tracciato meridionale (il South Loop) che grazie alla propria pit lane e al relativo paddock può essere usato in contemporanea con il preesistente North Loop.
Attualmente il record della pista rinnovata, con la chicane alla curva 2, è 1'16"776 ottenuto da Tristan Gommendy su una Panoz DP01 (categoria ChampCar) il 29 giugno 2007.

## Albo d'oro della Formula 1
| Anno | Pilota                     | Scuderia                   |
| ---- | -------------------------- | -------------------------- |
| 1968 | Denny Hulme                | McLaren                    |
| 1969 | Disputato sul Mosport Park | Disputato sul Mosport Park |
| 1970 | Jacky Ickx                 | Ferrari                    |

### Vittorie per pilota
| Vittorie | Pilota      | Anno(i)/Vettura |
| -------- | ----------- | --------------- |
| 1        | Denny Hulme | 1968/McLaren    |
| 1        | Jacky Ickx  | 1970/Ferrari    |

### Vittorie per scuderia
| Vittorie | Scuderia | Anno(i)/Pilota   |
| -------- | -------- | ---------------- |
| 1        | McLaren  | 1968/Denny Hulme |
| 1        | Ferrari  | 1970/Jacky Ickx  |